# Thiết giáp hạm tiền-dreadnought

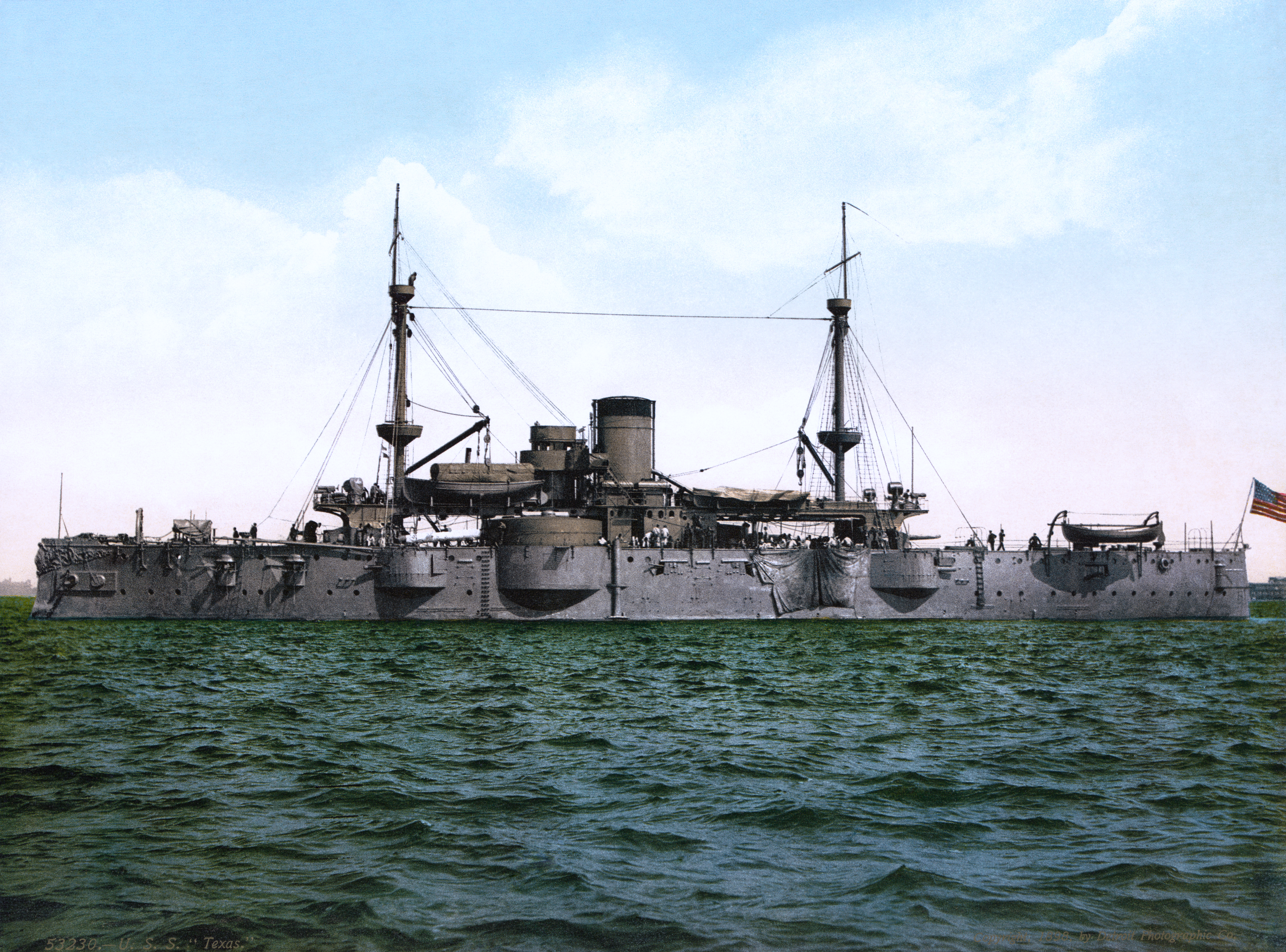
Thiết giáp hạm USS Texas, chế tạo năm 1892, là thiết giáp hạm đầu tiên của Hải quân Hoa Kỳ. Ảnh màu Photochrom được chụp vào khoảng năm 1898.

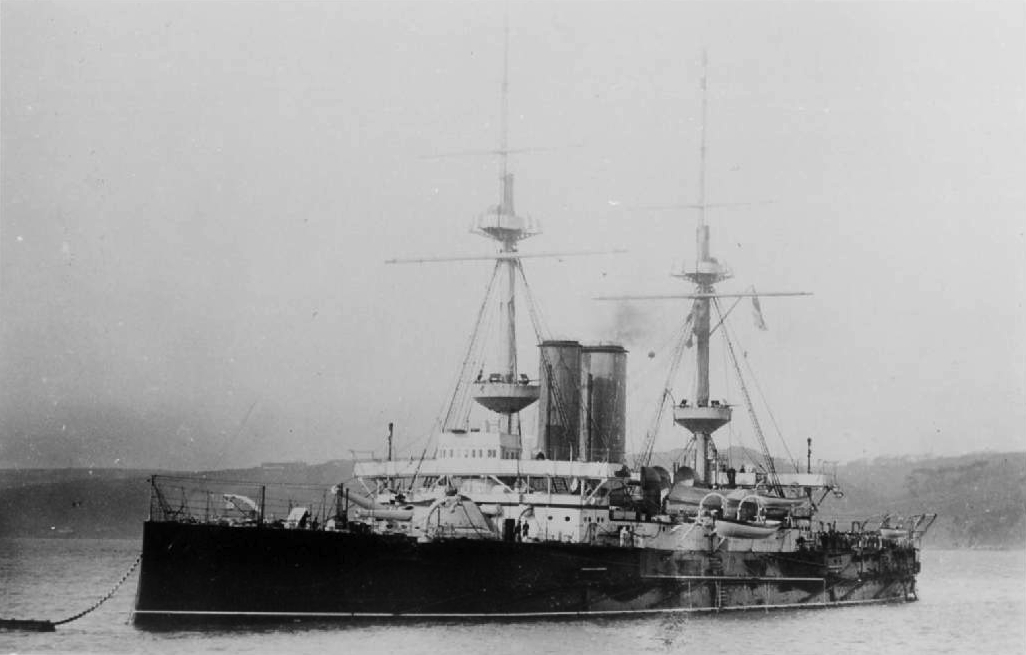
HMS Ocean, thiết giáp hạm tiền-dreadnought tiêu biểu.

Thiết giáp hạm tiền-dreadnought là các kiểu thiết giáp hạm đi biển được chế tạo từ giữa thập niên thập niên 1890 cho đến năm 1905. Thiết giáp hạm tiền-dreadnought thay thế cho các tàu chiến bọc sắt của thập niên 1870 và 1880. Được chế tạo bằng thép và có lớp vỏ giáp bảo vệ làm bằng thép tôi, thiết giáp hạm tiền-dreadnought mang một dàn hỏa lực chính bao gồm pháo hạng nặng bố trí trên những tháp pháo xoay, được hỗ trợ bởi một hoặc nhiều dàn pháo hạng hai nhẹ hơn. Chúng được vận hành bằng động cơ hơi nước ba buồng bành trướng đốt than.
Tương phản với tình trạng phát triển hỗn độn những tàu chiến bọc sắt trong những thập niên trước đó, thập niên 1890 chứng kiến hải quân các nước bắt đầu chế tạo thiết giáp hạm theo một thiết kế chung, khi hàng tá tàu chiến toàn thế giới đều bắt chước theo thiết kế lớp Majestic của Anh Quốc. Sự tương tự về kiểu dáng của thiết giáp hạm trong những năm 1890 được nhấn mạnh bởi số lượng gia tăng các tàu chiến được chế tạo. Các thế lực hải quân mới như Đức, Nhật Bản và Hoa Kỳ bắt đầu gầy dựng hạm đội tiền-dreadnought của riêng họ, trong khi hạm đội các nước Anh, Pháp và Nga được bành trướng để đối phó với các mối đe dọa mới. Trận đụng độ quyết định giữa các hạm đội tiền-dreadnought đối địch đã diễn ra giữa Nga và Nhật Bản trong trận Tsushima ngày 27 tháng 5 năm 1905.
Hàng tá thiết giáp hạm đang có khắp thế giới bất ngờ trở nên lạc hậu bởi sự xuất hiện của chiếc HMS Dreadnought mang tính cách mạng vào năm 1906. Dreadnought tiếp nối xu hướng thiết kế thiết giáp hạm có pháo hạng nặng lớn hơn có tầm bắn xa, bằng cách áp dụng sơ đồ 'toàn pháo lớn' với mười khẩu pháo BL 305 mm (12 inch), và kiểu động cơ turbine hơi nước đổi mới khiến cho nó nhanh hơn. Những thiết giáp hạm hiện có trở thành lạc hậu, những thiết giáp hạm được đóng mới từ đó trở đi được gọi là những dreadnought trong khi những tàu chiến chế tạo trước đây được gọi là những chiếc tiền-dreadnought. Nhưng cho dù đã lạc hậu, thiết giáp hạm tiền-dreadnought vẫn đóng vai trò quan trọng trong Chiến tranh Thế giới thứ nhất, và vài chiếc vẫn phục vụ trong Chiến tranh Thế giới thứ hai ở những vai trò phụ trợ.

## Lịch sử tiến triển

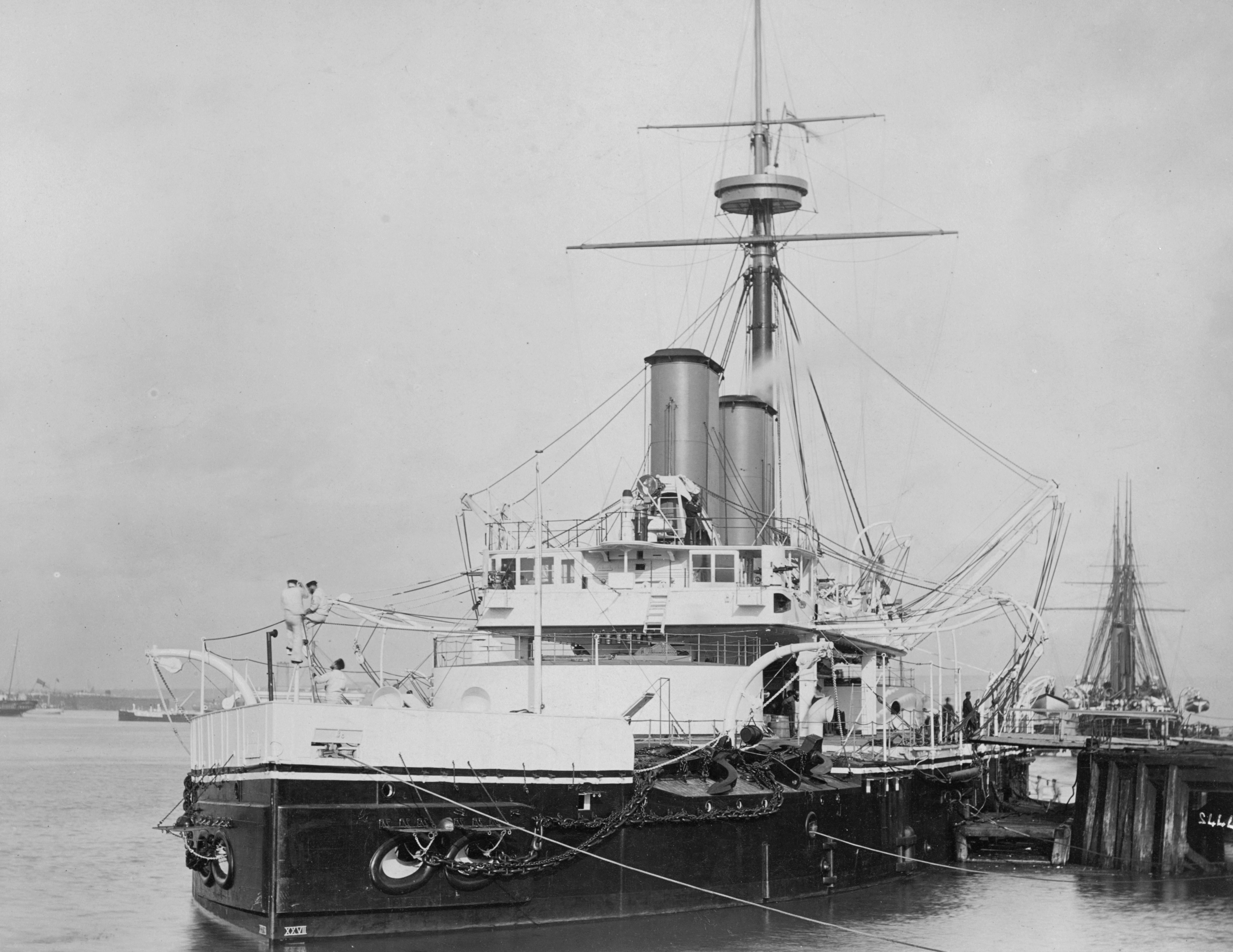
HMS Dreadnought (1875) trình bày phần nổi trên mặt nước thấp đặc trưng cho các tàu chiến bọc thép có tháp pháo đời đầu. Không nên nhầm lẫn con tàu này, vốn được hạ thủy vào năm 1875, với hậu duệ nổi tiếng của nó được hạ thủy năm 1906, đánh dấu sự kết thúc của thời đại tiền-dreadnought.

Thiết giáp hạm tiền-dreadnought được phát triển từ những tàu chiến bọc sắt. Những chiếc tàu chiến bọc sắt đầu tiên, như La Gloire của Pháp và Warrior của Anh, giống như một tàu frigate chạy buồm, với ba cột buồm cao và dàn pháo hai bên mạn tàu, khi chúng được đưa ra hoạt động vào đầu những năm 1860. Chỉ tám năm sau, HMVS Cerberus, một chiếc monitor ụ pháo nổi được hạ thủy, rồi được tiếp nối chỉ ba năm sau đó bởi HMS Devastation, loại tàu có kiểu dáng tương tự như thiết giáp hạm tiền-dreadnought và là chiếc monitor ụ pháo nổi đi biển đầu tiên. Không có cột buồm, cả hai con tàu đều mang bốn pháo hạng nặng trên hai tháp pháo trước và sau. Devastation là một tàu monitor ụ pháo nổi, được chế tạo để tấn công bờ biển và hải cảng đối phương; vì có phần nổi trên mặt nước rất thấp, nó không có khả năng đi biển cần thiết để chiến đấu ngoài biển khơi; và khi sàn tàu bị tràn nước sẽ ảnh hưởng đến hoạt động của các khẩu pháo. Hải quân khắp thế giới vẫn phải tiếp tục đóng những tàu chiến có cột buồm không tháp pháo, trang bị pháo bên mạn tàu, có đủ độ nổi trên mặt nước và đủ chắc chắn để đánh nhau ngoài biển khơi.
Điểm khác biệt giữa một tàu chiến tấn công bờ biển và một tàu chiến tuần tiễu biển khơi trở nên mờ nhạt với sự ra đời của lớp Admiral, được đặt hàng vào năm 1880. Những con tàu này phản ảnh sự phát triển trong thiết kế tàu bọc sắt, được bảo vệ bằng vỏ giáp ghép phối hợp sắt và thép hơn là sắt rèn. Được trang bị pháo nạp đạn bằng khóa nòng có kích cỡ từ 305 mm đến 413 mm (12 - 16 ¼ inch), lớp Admiral tiếp nối xu hướng của tàu chiến bọc sắt trang bị vũ khí khổng lồ. Các khẩu pháo được đặt trên các bệ pháo mở (không che chắn) để tiết kiệm trọng lượng. Một số sử gia xem những con tàu này là những bước cần thiết tiến đến kiểu thiết giáp hạm tiền-dreadnought; trong khi số khác lại có kiểu thiết kế lẫn lộn không thành công.

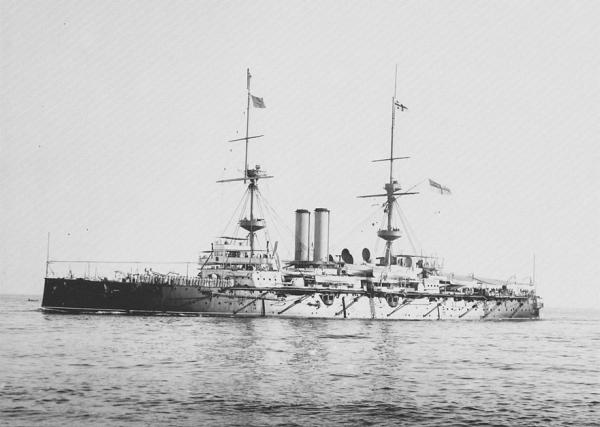
HMS Ramillies (1892) là chiếc thứ tư trong lớp Royal Sovereign vốn đã có ảnh hưởng lớn.

Lớp Royal Sovereign tiếp theo sau vào năm 1889 giữ lại các bệ pháo mở nhưng được trang bị đồng nhất cỡ pháo BL 343 mm (13,5 inch); chúng cũng lớn hơn đáng kể với trọng lượng rẽ nước lên đến 14.000 tấn, và nhanh hơn Admiral nhờ có kiểu động cơ hơi nước ba buồng bành trướng. Một điểm khác không kém phần quan trọng, Royal Sovereign có phần nổi trên mặt nước lớn hơn, và là một thiết giáp hạm có khả năng hoạt động ngoài biển khơi rõ rệt.
Thiết kế thiết giáp hạm tiền-dreadnought đạt đến độ chín mùi với lớp Majestic, khi chiếc dẫn đầu của lớp này được hạ thủy vào năm 1895. Những con tàu này được đóng bằng thép cũng như có vỏ giáp toàn bằng thép, và các khẩu pháo được bố trí trên những bệ súng hoàn toàn kín, tức là những tháp pháo xoay thực sự. Chúng cũng sử dụng kiểu pháo chính 305 mm (12 inch), vốn nhờ những tiến bộ trong kỹ thuật đúc và của thuốc phóng, trở nên nhẹ hơn và mạnh hơn so với pháo hạng nặng trước đây. Lớp Majestic trở thành kiểu mẫu cho việc chế tạo thiết giáp hạm của Hải quân Hoàng gia Anh cũng như hải quân nhiều nước khác trong những năm sắp tới.

## Vũ khí

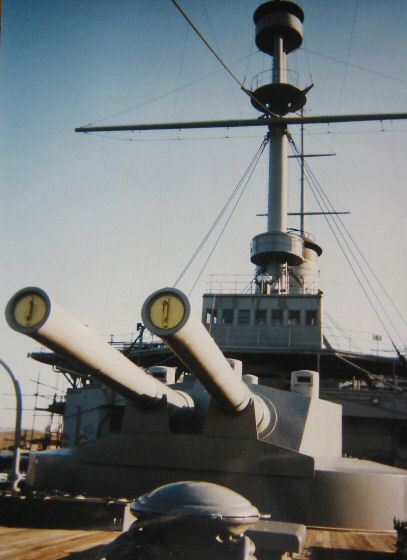
Pháo hạng nặng và các tháp súng phía trước trên thiết giáp hạm Nhật Bản Mikasa.

Thiết giáp hạm tiền-dreadnought mang nhiều cỡ nòng pháo khác nhau cho những vai trò khác nhau trong hoạt động chiến đấu chống tàu đối phương. Dàn pháo chính gồm bốn khẩu pháo hạng nặng bố trí trên hai tháp pháo xoay đặt dọc theo trục giữa ở trước mũi và phía đuôi tàu. Rất ít thiết giáp hạm tiền-dreadnought đi chệch khỏi cách sắp xếp này. Những khẩu pháo này có tốc độ bắn chậm, và thoạt đầu có độ chính xác hạn chế; dù sao chúng là những khẩu pháo duy nhất đủ nặng để có thể xuyên thủng lớp vỏ giáp dày bảo vệ động cơ, hầm đạn và các khẩu pháo chính của thiết giáp hạm đối phương.
Cỡ nòng pháo phổ biến nhất cho dàn pháo chính là 305 mm (12 inch); thiết giáp hạm Anh bắt đầu từ lớp Majestic trở đi mang cỡ pháo này, giống như của Pháp kể từ lớp Charlemagne đặt lườn năm 1894. Nhật Bản, vốn nhập khẩu hầu hết pháo của họ từ Anh, dùng pháo 305 mm (12 inch). Hoa Kỳ sử dụng cả pháo 305 mm (12 inch) và 330 mm (13 inch) trong hầu hết thập niên 1890 cho đến lớp Maine đặt lườn năm 1899, và sau đó chỉ có 305 mm (12 inch) được dùng. Người Nga sử dụng cả hai cỡ 305 mm (12 inch) và 254 mm (10 inch) làm vũ khí chính của họ; các lớp Petropavlovsk, 'Retvizan, Tsesarevich và 'Borodino có dàn pháo chính 305 mm (12 inch) trong khi lớp Peresviet trang bị pháo 254 mm (10 inch). Lớp thiết giáp hạm tiền-dreadnought đầu tiên của Đức sử dụng pháo 279 mm (11 inch) nhưng giảm xuống cỡ 239 mm (9,4 inch) trên hai lớp tiếp theo sau, trước khi quay lại cỡ 279 mm (11 inch) cùng với lớp Braunschweig.

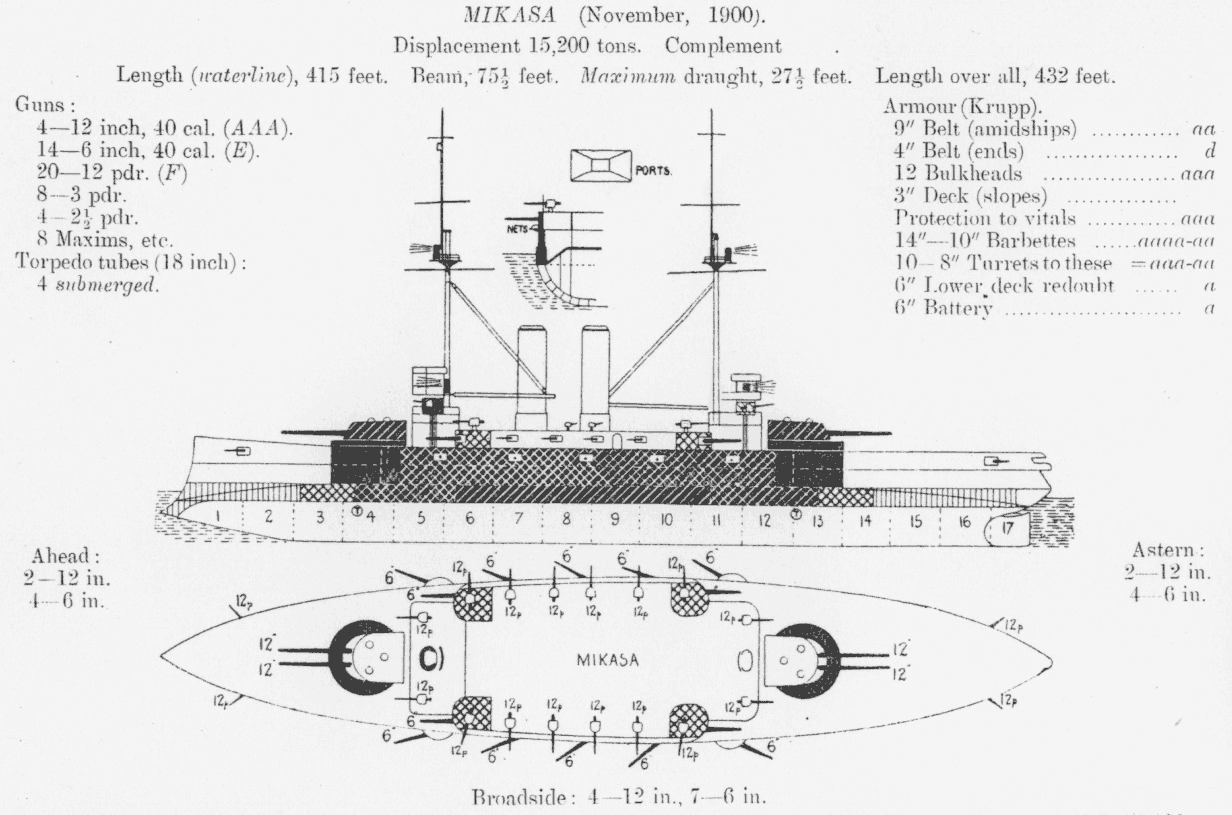
Thiết giáp hạm Nhật Bản Mikasa, một chiếc tiền-dreadnought tiêu biểu trên nhiều khía cạnh; đáng chú ý là vị trí của pháo hạng hai và hạng ba, và vỏ giáp tập trung trên tháp pháo và các khoang động cơ.

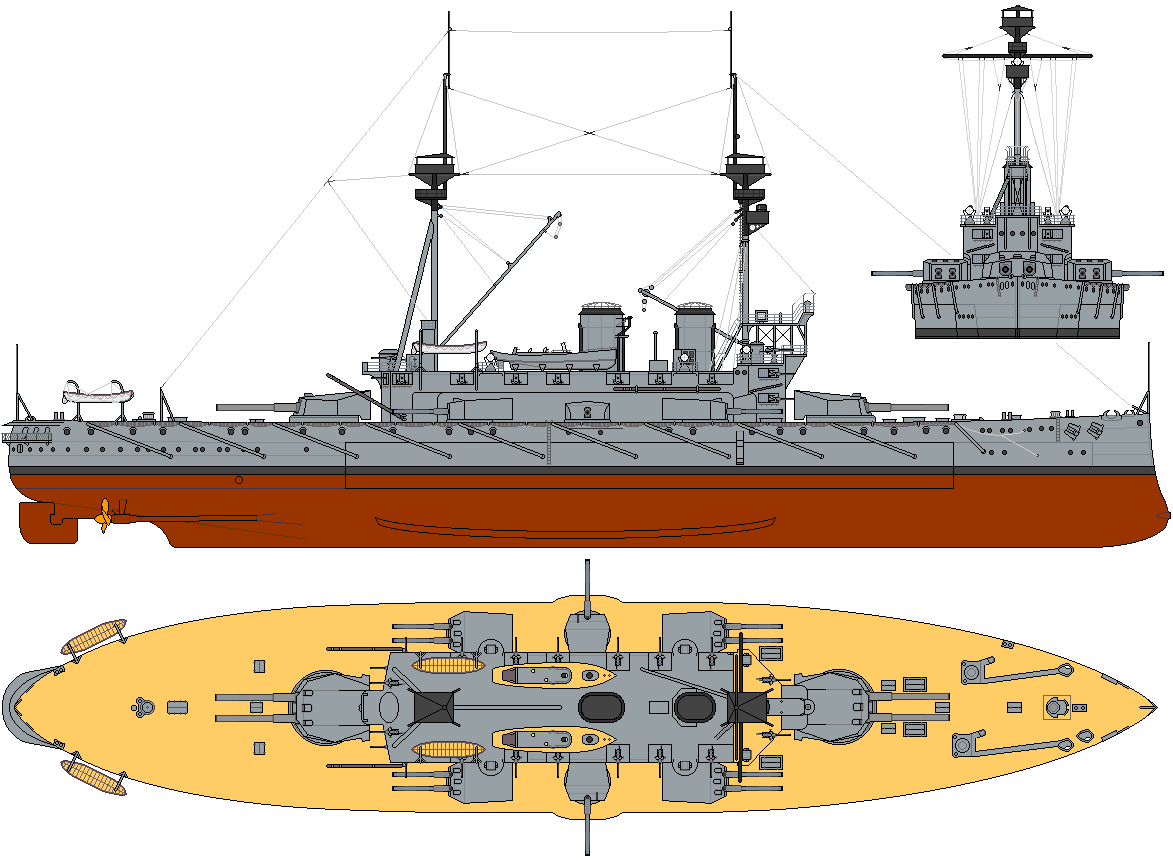
Thiết giáp hạm HMS Agamemnon, một ví dụ cho việc kết thúc sử dụng pháo cỡ trung gian, với tám khẩu 234 mm (9,2 inch) và bốn khẩu 305 mm (12 inch) trên sáu tháp pháo bố trí giữa tàu.

Trong khi cỡ nòng của dàn pháo chính khá ổn định, khả năng thể hiện của chúng được cải thiện nhờ áp dụng nòng pháo dài hơn. Việc phát triển thuốc nổ nitrocellulose cháy chậm và thuốc phóng cordite cho phép sử dụng một nòng pháo dài hơn, cho phép có lưu tốc đầu đạn lớn hơn, và do đó cải thiện cả tầm xa lẫn sức mạnh đâm xuyên cho cùng một cỡ (đường kính) đạn pháo. Trong giai đoạn giữa của lớp Majestic cho đến khi ra đời chiếc Dreadnought, chiều dài nòng pháo 305 mm (12 inch) của Anh đã gia tăng từ cỡ nòng (caliber) từ 35 lên 45 và lưu tốc đầu đạn tăng từ 737 m/s lên 830 m/s (2.417 - 2.725 ft/s).
Thiết giáp hạm tiền-dreadnought còn mang một dàn pháo hạng hai, bao gồm các khẩu pháo nhỏ hơn, tiêu biểu là cỡ pháo 152 mm (6 inch), cho dù mọi cỡ nòng từ 100 mm đến 230 mm (4-9,2 inch) đều có thể sử dụng. Hầu như mọi khẩu pháo hạng hai đều thuộc kiểu "bắn nhanh", áp dụng một số cải tiến để tăng tốc độ bắn. Thuốc phóng được cung cấp trong những vỏ đạn bằng đồng, và cả cơ chế vận hành của khóa nòng lẫn bệ gắn đều cho phép nạp đạn và ngắm bắn nhanh chóng.
Vai trò của dàn pháo hạng hai là nhằm gây hư hại cho những phần ít được bảo vệ của thiết giáp hạm đối phương; trong khi không có khả năng xuyên thủng đai giáp chính, chúng có thể bắn trúng những khu vực bọc giáp yếu như cầu tàu hoặc gây ra các đám cháy. Một ứng dụng có tầm quan trọng tương đương khác, pháo hạng hai có thể sử dụng chống lại tàu tuần dương và tàu khu trục đối phương, và cả tàu phóng lôi. Một khẩu pháo cỡ nòng trung bình có thể xuyên thủng vỏ giáp nhẹ của các tàu nhỏ, trong khi tốc độ bắn nhanh của pháo hạng hai là cần thiết để có thể bắn trúng mục tiêu nhỏ cơ động nhanh. Pháo hạng hai được bốt trí theo nhiều cách khác nhau: đôi khi trên những tháp súng quay, nhưng thường thấy được bố trí trên những ụ bọc thép cố định dọc bên hông lườn tàu, hoặc trên những bệ không bọc thép tại các sàn tàu bên trên.

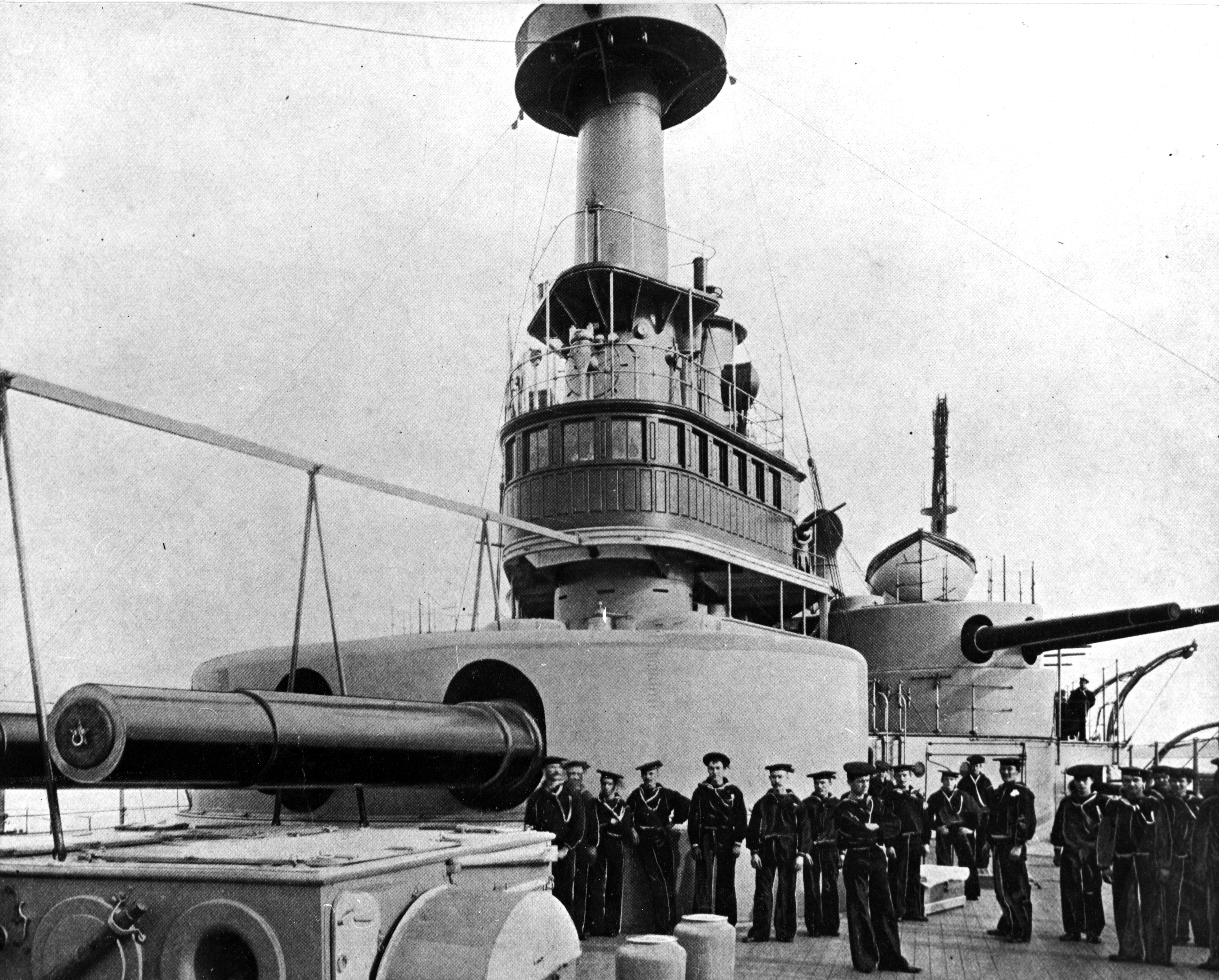
USS Indiana, một ví dụ của việc áp dụng cỡ pháo trung gian với những khẩu 13-inch phía trước và các tháp pháo 8-inch bên mạn trái phía trước.

Một số chiếc tiền-dreadnought mang thêm một dàn pháo "hạng trung gian", tiêu biểu có cỡ nòng 203 đến 254 mm (8-10 inch). Pháo trung gian là một phương cách chất thêm nhiều hỏa lực nặng hơn trên cùng một con tàu, chủ yếu được dùng chống lại thiết giáp hạm khác hoặc ở tầm xa. Hải quân Hoa Kỳ đi tiên phong trong khái niệm pháo trung gian khi áp dụng trên các lớp Indiana, Iowa và Kearsarge, nhưng không áp dụng trên những thiết giáp hạm được đặt lườn trong giai đoạn 1897–1901. Không lâu sau khi Hải quân Mỹ áp dụng pháo hạng trung gian, hải quân các nước Anh, Ý, Nga, Pháp và Nhật cũng đặt lườn những chiếc mang pháo trung gian tương tự. Việc chế tạo thế hệ sau này của những tàu chiến mang pháo trung gian được kết thúc hầu như không có ngoại lệ sau khi Dreadnought ra đời, và do đó trở nên lạc hậu trước khi được hoàn tất.
Kể từ thời đại tàu bọc thép, khoảng cách giao chiến càng ngày càng tăng thêm; trong cuộc Chiến tranh Thanh-Nhật vào những năm 1894-1895 các trận đánh diễn ra trong khoảng 1.600 m (1 dặm); khi bước sang cuộc Hải chiến Hoàng Hải năm 1904, các hạm đội Nga và Nhật bắt đầu nổ súng khi còn cách nhau 12,8 km (8 dặm) trước khi rút ngắn xuống còn 5.600 m (3,5 dặm). Sự gia tăng khoảng cách giao chiến, một phần là do tầm xa của ngư lôi, và một phần khác là do cải tiến việc tác xạ và kiểm soát hỏa lực. Kết quả là các xưởng đóng tàu có xu hướng tăng cường dàn pháo hạng hai nặng hơn, dùng cùng cỡ pháo của hạng "pháo trung gian" trước đây. Lớp thiết giáp hạm tiền-dreadnought cuối cùng của Hải quân Hoàng gia Anh Lord Nelson mang dàn pháo hạng hai gồm mười khẩu BL 234 mm (9,2 inch). Những con tàu mang một dàn pháo hạng hai nặng và đồng nhất thường được gọi là những "bán-dreadnought".
Vũ khí trang bị cho những chiếc tiền-dreadnought được hoàn tất bởi dàn pháo hạng ba nhẹ, bắn nhanh. Chúng có thể là mọi cỡ pháo từ 76 mm (3 inch) trở xuống cho đến súng máy. Vai trò của chúng là cung cấp sự bảo vệ tầm gần chống lại các xuồng phóng ngư lôi, hay để càn quét sàn tàu và cấu trúc thượng tầng của tàu chiến đối phương. Ngoài vũ khí là pháo, nhiều thiết giáp hạm tiền-dreadnought còn được trang bị ngư lôi, bắn từ những ống phóng cố định bố trí cả bên trên hoặc bên dưới mặt nước. Vào thời đại tiền-dreadnought, ngư lôi có đường kính tiêu biểu khoảng 46 cm (18 inch) và có tầm hoạt động hữu hiệu hàng ngàn mét. Tuy nhiên, hầu như không ghi nhận được cú đánh trúng nào của thiết giáp hạm bằng ngư lôi vào thời đó.

## Sự bảo vệ

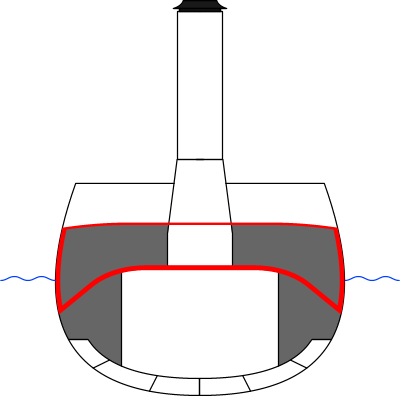
Sơ đồ cắt ngang của một thiết giáp hạm tiền-dreadnought tiêu biểu trình bày các lớp vỏ giáp ở sàn trên và sàn giữa cùng đai giáp hông (đỏ), các hầm than bảo vệ hai bên lườn (xám) và đáy lườn tàu hai lớp kín nước. Hệ thống động lực được bố trí giữa khu vực được bảo vệ này.

Thiết giáp hạm tiền-dreadnought mang một lượng đáng kể vỏ giáp thép. Kinh nghiệm cho thấy thay vì bảo vệ con tàu một cách đồng đều, tốt nhất là nên tập trung giáp trên những khu vực trọng yếu. Khu vực trung tâm của lườn tàu, bao gồm nồi hơi và động cơ, được bảo vệ bởi đai giáp chính, bắt đầu từ ngay bên dưới mực nước kéo dài một đoạn lên trên. "Thành trì trung tâm" này được dự tính để bảo vệ động cơ tránh khỏi ngay cả những quả đạn pháo mạnh nhất. Dàn pháo chính và hầm đạn được bảo vệ bằng sự mở rộng từ đai giáp với một lớp giáp dày. Sự bắt đầu của thời đại tiền-dreadnought được đánh dấu bằng việc dịch chuyển sự bố trí các khẩu pháo chính từ các bệ pháo mở sang các tháp pháo kín toàn bộ.
Đai giáp chính thường vuốt dần để có độ dày nhỏ hơn dọc theo hông lườn tàu hướng về phía mũi và đuôi tàu; nó cũng có thể được vuốt lên trên từ trung tâm hướng lên cấu trúc thượng tầng. Sàn tàu thường được bọc lớp vỏ giáp thép dày 51–102 mm (2-4 inch). Lớp giáp nhẹ này dùng để ngăn chặn đạn nổ phá hỏng cấu trúc thượng tầng của con tàu.

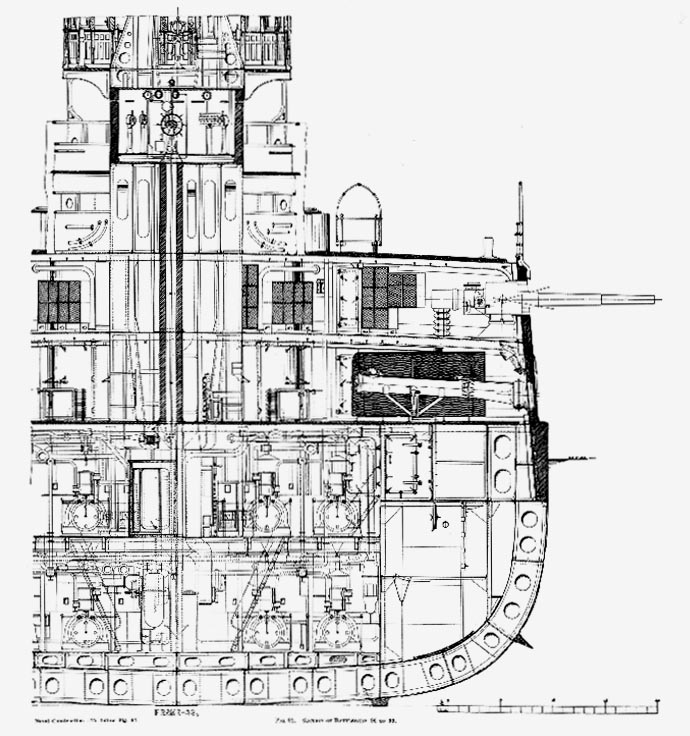
Sơ đồ cắt ngang giữa tàu của chiếc USS Kearsarge, trình bày mối tương quan sơ đồ vỏ giáp với những cơ phận bên trong.

Tàu chiến vào cuối những năm 1880, ví dụ như là lớp Royal Sovereign, được bọc vỏ giáp ghép từ sắt và thép. Nó nhanh chóng được thay thế bởi vỏ giáp làm từ thép tôi hiệu quả hơn do áp dụng quy trình Harvey được phát triển tại Hoa Kỳ. Được thử nghiệm lần đầu tiên vào năm 1891, vỏ giáp Harvey trở nên thông dụng trên những con tàu được đặt lườn trong các năm 1893–1895. Tuy nhiên, triều đại của nó chỉ ngắn ngủi, khi vào năm 1895, thiết giáp hạm Đức Kaiser Friedrich III đi tiên phong trong việc áp dụng vỏ giáp Krupp tốt hơn nữa; châu Âu áp dụng những tấm thép Krupp trong vòng 5 năm, chỉ có Hoa Kỳ khăng khăng giữ lại thép Harvey cho đến khi bước sang thế kỷ 20. Việc cải thiện chất lượng của các tấm giáp khiến những con tàu mới có được sự bảo vệ tốt hơn từ vỏ giáp mỏng và nhẹ hơn. Vỏ giáp ghép dày 305 mm (12 inch) cung cấp sự bảo vệ tương đương với 190 mm (7,5 inch) vỏ giáp Harvey hoặc 146 mm (5,75 inch) vỏ giáp Krupp.

## Động lực

Loại nồi hơi ống nước là phương pháp hiệu quả nhất để tạo hơi nước áp suất cao cho động cơ của những chiếc tiền-dreadnought.

Mọi chiếc tiền-dreadnought đều được dẫn động bằng động cơ hơi nước chuyển động qua lại. Đa số có thể đạt được tốc độ tối đa từ 29,6 đến 33,3 km/h (16-18 knot). Các tàu bọc sắt của những năm 1880 sử dụng động cơ hơi nước ghép, nhưng cho đến cuối những năm 1880 kiểu động cơ hơi nước ba buồng bành trướng hiệu quả hơn được sử dụng. Một số hạm đội, nhưng không bao gồm Anh, sử dụng động cơ hơi nước bốn buồng bành trướng.
Cải tiến chính trong hiệu suất của động cơ trong thời kỳ tiền-dreadnought đến từ việc áp dụng áp suất hơi nước lớn hơn từ nồi hơi. Loại nồi hơi ống lửa hình trụ trước đây được thay thế bởi loại nồi hơi ống nước hiệu quả hơn, tạo ra hơi nước có áp lực lớn hơn với tiêu hao nhiên liệu ít hơn. Nồi hơi ống nước cũng an toàn hơn, với ít nguy cơ bị nổ, và linh hoạt hơn nồi hơi ống lửa. Nồi hơi ống nước kiểu Belleville được sử dụng cho hạm đội Pháp ngay từ năm 1879, nhưng mãi cho đến năm 1894 chúng mới được Hải quân Hoàng gia sử dụng cho tàu tuần dương bọc thép và thiết giáp hạm tiền-dreadnought; các kiểu nồi hơi ống nước khác được hải quân các nước khắp thế giới tiếp nối trong những năm sau đó.

Hoạt động của một động cơ hơi nước ba buồng bành trướng. Hơi nước áp lực cao được sử dụng ba lần để chuyển thành cơ năng, và nguội dần trong quá trình sử dụng.

Các động cơ thường dẫn động hai hay ba trục chân vịt. Pháp và Đức ưa chuộng kiểu ba chân vịt, cho phép có động cơ ngắn hơn và dễ bảo vệ hơn; chúng cũng dễ cơ động và đề kháng tốt hơn đối với hỏng hóc do tai nạn. Tuy nhiên, cấu hình ba chân vịt lớn hơn và nặng hơn so với cách sắp xếp hai chân vịt được hầu hết hải quân các nước áp dụng.
Than là nhiên liệu gần như độc quyền vào giai đoạn tiền-dreadnought, cho dù hải quân một số nước bắt đầu thử nghiệm dầu đốt làm nhiên liệu vào cuối những năm 1890. Tốc độ có thể tăng thêm một hoặc hai knot bằng cách áp dụng kỹ thuật "thông gió cưỡng bức", khi không khí được bơm thêm vào lò đốt, nhưng điều này cũng đưa đến nguy cơ hư hại cho nồi hơi.

## Các hạm đội tiền-dreadnought và các trận chiến

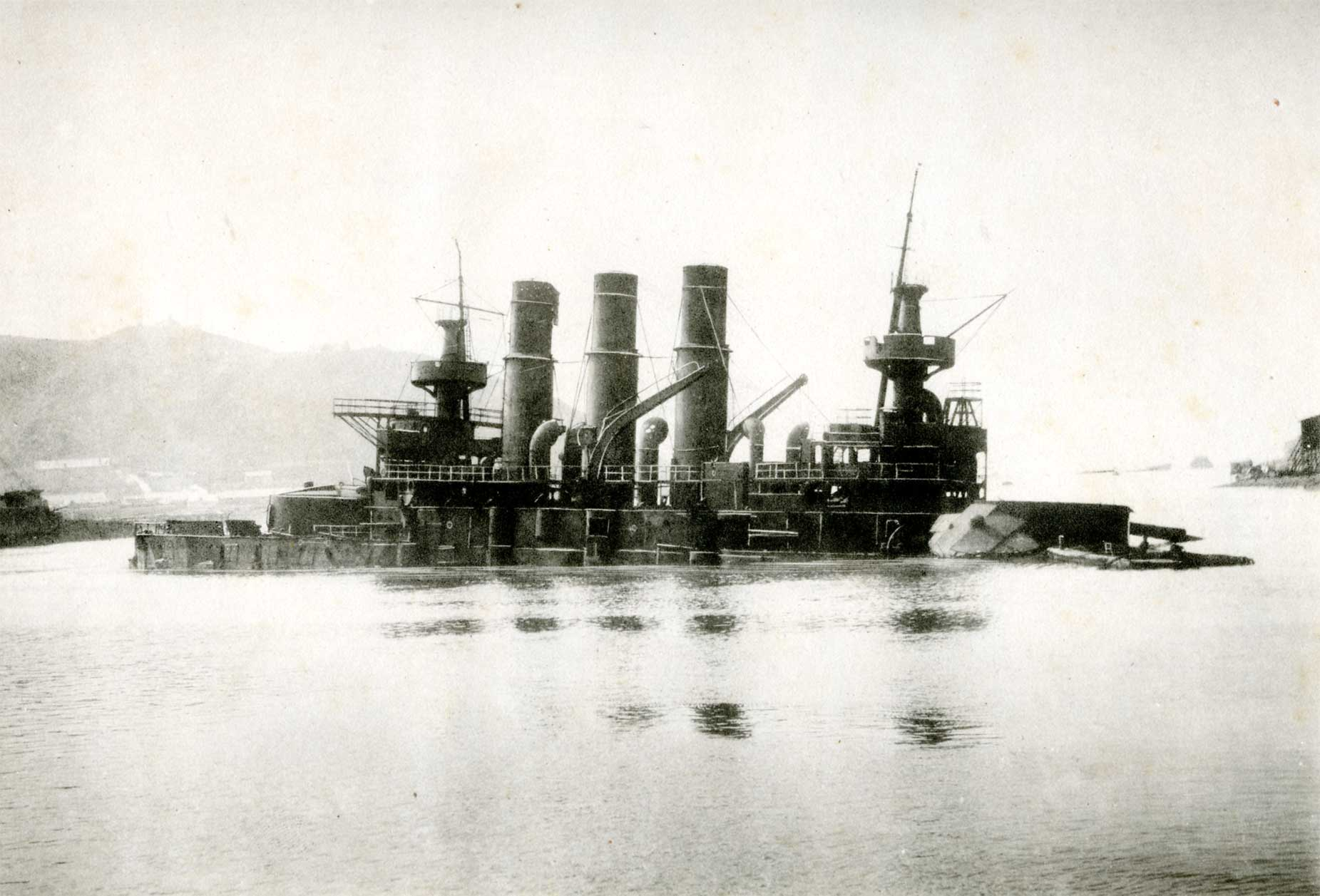
Thiết giáp hạm Nga Retvizan bị đánh chìm tại cảng Lữ Thuận.

Vào thời hoàng kim của nó, thiết giáp hạm tiền-dreadnought là hạt nhân của một hạm đội rất đa tạp. Nhiều tàu chiến bọc sắt cũ hơn vẫn còn được sử dụng. Thiết giáp hạm phục vụ đồng thời với các tàu tuần dương theo những cấu trúc khác nhau: tàu tuần dương bọc thép hiện đại vốn là những thiết giáp hạm thu nhỏ, tàu tuần dương bảo vệ nhẹ hơn, và ngay cả tàu tuần dương cũ không bọc thép, tàu xà-lúp và tàu frigate được đóng bằng thép, sắt hay gỗ. Thiết giáp hạm gặp phải mối đe dọa từ các tàu phóng lôi; chính trong thời đại tiền-dreadnought này mà những chiếc tàu khu trục đầu tiên được chế tạo để đối phó với mối đe dọa của tàu phóng lôi, và cùng lúc đó những chiếc tàu ngầm hiệu quả đầu tiên cũng được chế tạo.
Thời đại của tiền-dreadnought bắt đầu vào cuối thế kỷ 19 chứng kiến sự cân bằng của các thế lực hải quân trên thế giới, khi Pháp và Nga cạnh tranh với Hải quân Hoàng gia Anh Quốc hùng mạnh, cũng như việc bắt đầu nổi lên các thế lực hải quân mới của Đức, Nhật Bản và Hoa Kỳ. Những tàu chiến mới của Hải quân Đế quốc Nhật Bản, cũng như của Hải quân Hoa Kỳ trong một chừng mực nhỏ hơn, hỗ trợ cho chính sách bành trướng thuộc địa của các cường quốc này.
Trong khi thiết giáp hạm tiền-dreadnought được sử dụng khắp thế giới, không có trận đụng độ nào giữa chúng thực sự diễn ra cho đến cuối giai đoạn thống trị của kiểu tàu này. Cuộc Chiến tranh Thanh-Nhật năm 1894–1895 có ảnh hưởng lớn đến sự phát triển của tiền-dreadnought, nhưng là một cuộc đối đầu giữa thiết giáp hạm Trung Quốc và tàu tuần dương Nhật Bản. Chiến tranh Tây Ban Nha-Hoa Kỳ năm 1898 cũng là một cặp không tương xứng khi hạm đội tiền-dreadnought Hoa Kỳ chiến đấu với tàu tuần dương Tây Ban Nha. Chỉ cho đến cuộc Chiến tranh Nga-Nhật năm 1904-1905 mới chứng kiến các thiết giáp hạm tiền-dreadnought đối đầu nhau trong mối tương quan cân bằng. Việc này đã xảy ra trong ba trận đánh: thắng lợi chiến thuật của Nhật trong Hải chiến cảng Lữ Thuận ngày 8–9 tháng 2 năm 1904, Hải chiến Hoàng Hải không mang tính quyết định ngày 10 tháng 8 năm 1904, và thắng lợi quyết định của Nhật trong trận Tsushima ngày 27 tháng 5 năm 1905.
Chính sách ngoại giao Pháo hạm thường được thực hiện bởi tàu tuần dương hay tàu chiến nhỏ hơn. Một hải đội Anh Quốc bao gồm ba tàu tuần dương bảo vệ và hai pháo hạm được gửi đến trong vụ chiếm đóng Zanzibar năm 1896; và trong khi thiết giáp hạm tham gia vào việc bố trí hạm đội phối hợp của các cường quốc Phương Tây trong sự kiện nổi dậy Nghĩa Hòa Đoàn, hoạt động hải quân trong vụ can thiệp này chỉ được thực hiện bởi pháo hạm, tàu khu trục và tàu xà-lúp.

### Châu Âu

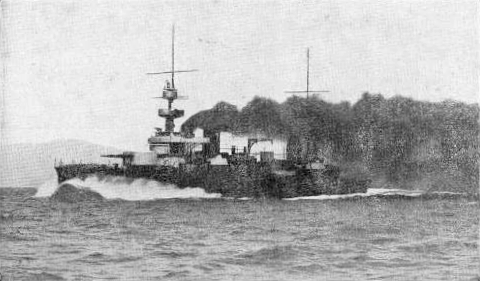
Thiết giáp hạm Pháp Justice đang chạy hết tốc độ.

Hải quân các nước châu Âu tiếp tục thống trị trong thời đại tiền-dreadnought, và Hải quân Hoàng gia Anh Quốc vẫn là hải quân mạnh nhất thế giới, cho dù những nước cạnh tranh truyền thống với Anh cùng những thế lực hải quân mới tại châu Âu luôn muốn khẳng định mình trước ưu thế đó.

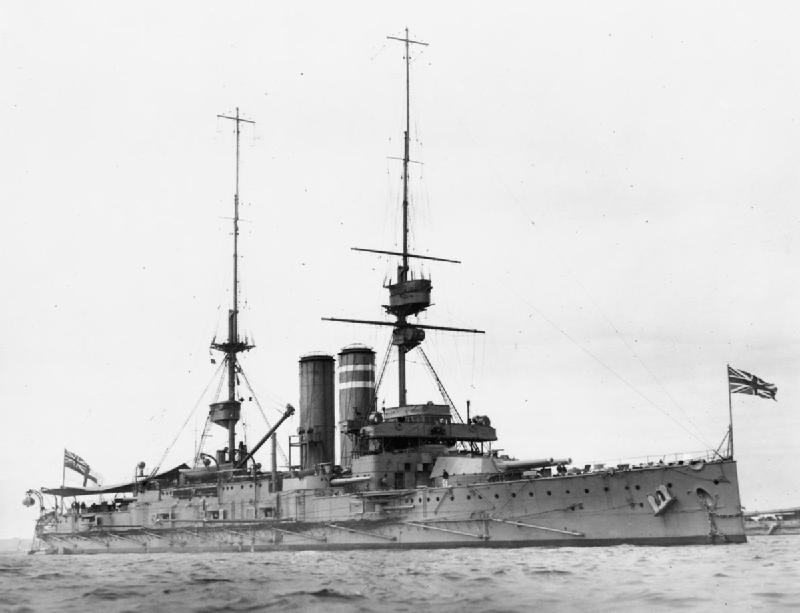
HMS Dominion thuộc lớp King Edward VII được hạ thủy vào cuối thời đại tiền-dreadnought, vào năm 1903.

Vào năm 1889, Anh Quốc chính thức áp dụng chính sách "Tiêu chuẩn Hai thế lực", xây dựng lực lượng thiết giáp hạm vượt trội hơn hai lực lượng hải quân lớn nhất tiếp theo sau phối hợp lại; vào lúc đó có nghĩa là Pháp và Nga, vốn đã chính thức liên minh với nhau vào đầu thập niên 1890. Các lớp Royal Sovereign và Majestic được nối tiếp bằng một chương trình chế tạo thường xuyên với một nhịp độ nhanh hơn nhiều so với những năm trước đó. Các lớp Canopus, Formidable, Duncan và King Edward VII nhanh chóng xuất hiện nối tiếp nhau trong giai đoạn 1897-1905. Nếu tính cả hai chiếc do Chile đặt hàng nhưng bị Anh trưng dụng, Hải quân Hoàng gia có 39 chiếc tiền-dreadnought đã sẵn sàng hoặc đang được chế tạo vào năm 1904, tính từ lớp Majestic, chưa kể hơn hai tá tàu chiến cũ còn đang phục vụ. Thiết giáp hạm tiền-dreadnought Anh Quốc cuối cùng, lớp Lord Nelson, xuất hiện thậm chí sau cả chính Dreadnought.
Pháp, đối thủ truyền thống của Anh, đã tạm ngừng chương trình đóng thiết giáp hạm trong những năm 1880 do ảnh hưởng bởi học thuyết của trường phái Jeune École, vốn ưa chuộng tàu phóng lôi hơn là thiết giáp hạm. Sau khi tầm ảnh hưởng của Jeune École phai nhạt dần, thiết giáp hạm Pháp đầu tiên là Brennus được đặt lườn vào năm 1889. Brennus và những con tàu tiếp theo là những chiếc đơn lẻ, trái ngược với những lớp lớn tàu chiến Anh. Chúng cũng có cách sắp xếp dàn pháo chính mang tính cá biệt, khi Brennus có ba khẩu pháo 340 mm (13,4 inch) còn những chiếc sau đó lại có hai pháo 305 mm (12 inch) và hai pháo 274 mm (10,8 inch) bố trí trên những tháp pháo đơn. Lớp Charlemagne đặt lườn trong những năm 1894–1896 mới là những chiếc đầu tiên có cách sắp xếp pháo hạng nặng tiêu chuẩn bốn khẩu 305 mm (12 inch). Trường phái Jeune École tiếp tục duy trì một ảnh hưởng lớn trong chiến lược của Hải quân Pháp, và cho đến cuối thế kỷ 19 Pháp từ bỏ sự cạnh tranh về số lượng thiết giáp hạm đối với Anh. Pháp cũng là nước chịu ảnh hưởng nặng nhất của cuộc cách mạng Dreadnought, khi bốn chiếc thuộc lớp Liberté còn đang được chế tạo vào lúc mà Dreadnought được hạ thủy, và thêm sáu chiếc lớp Danton được bắt đầu sau đó.

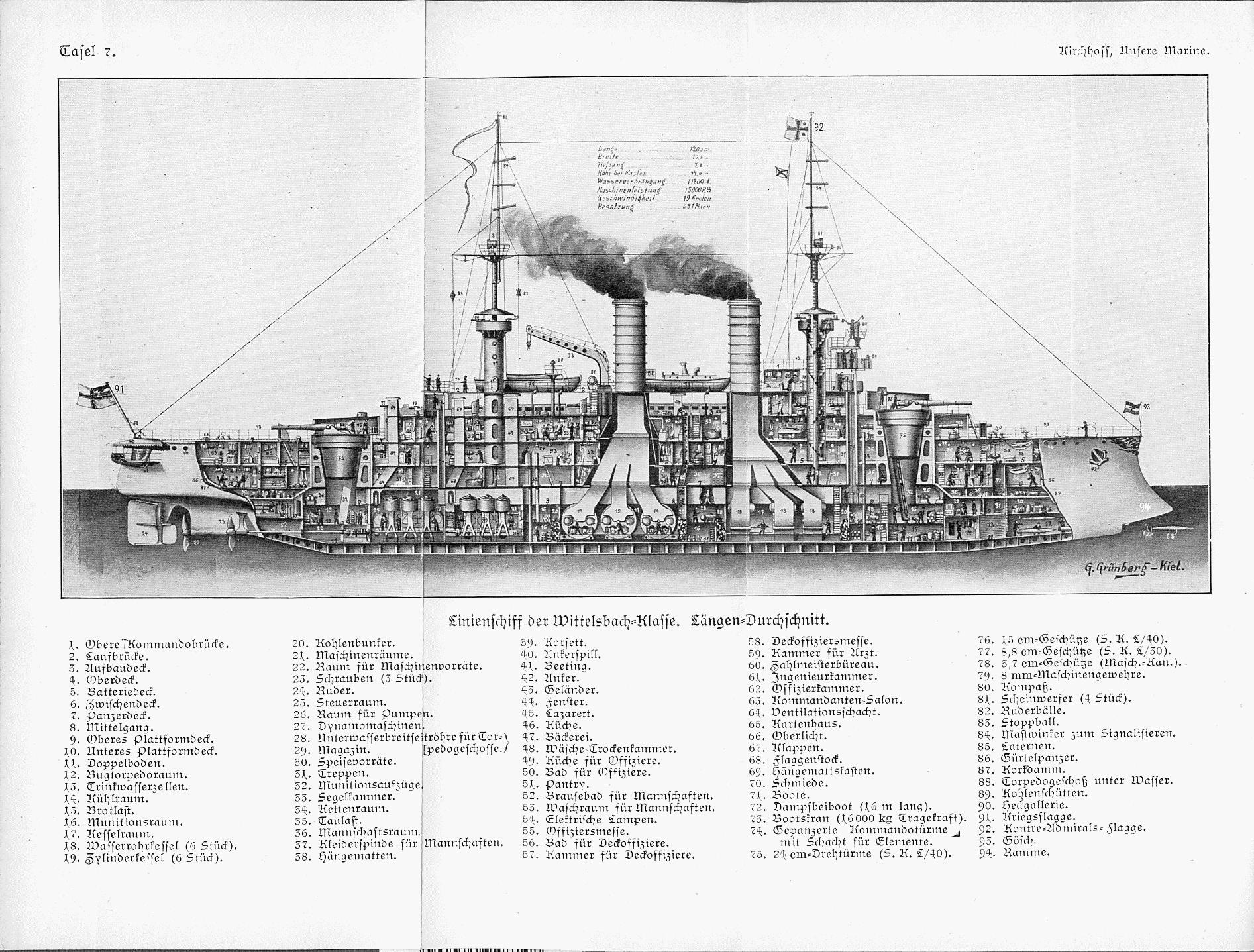
Sơ đồ cắt ngang của lớp thiết giáp hạm Wittelsbach tiền-dreadnought của Đức, khoảng năm 1914.

Đế quốc Đức chỉ vừa mới bắt đầu xây dựng hải quân vào đầu những năm 1890, nhưng đến năm 1905 đã toàn tâm toàn ý bước vào cuộc chạy đua vũ trang với Anh, mà hậu quả cuối cùng là một trong những nguyên nhân làm nổ ra Chiến tranh Thế giới thứ nhất. Những chiếc tiền-dreadnought đầu tiên của Đức, lớp Brandenburg, được đặt lườn vào năm 1890. Đến năm 1905, có thêm 19 thiết giáp hạm đã hoặc đang được chế tạo, nhờ sự gia tăng đột ngột chi tiêu dành cho hải quân quy định trong các đạo luật Hải quân năm 1898 và 1900. Sự gia tăng này là nhờ vào tính quả quyết của Tư lệnh Hải quân Alfred von Tirpitz, và sự gia tăng ý thức ganh đua với Anh Quốc. Ngoài lớp Brandenburg, thiết giáp hạm tiền-dreadnought của Đức còn bao gồm các lớp Kaiser Friedrich III, Wittelsbach và Braunschweig – lên đến cực điểm là lớp Deutschland vốn đã phục vụ trong cả hai cuộc thế chiến. Về tổng quát, tàu chiến Đức có hỏa lực không mạnh bằng đối thủ Anh đương thời nhưng có sức chịu tương đương.

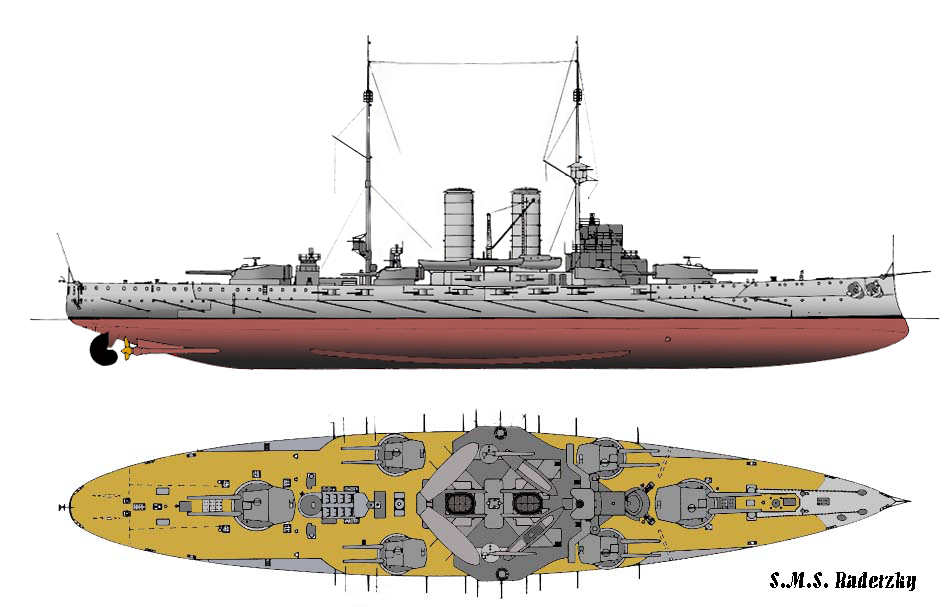
Lớp thiết giáp hạm Radetzky tiền-dreadnought của Hải quân Áo-Hung.

Nga cũng bắt đầu một chương trình phát triển hải quân trong những năm 1890; một trong những mục tiêu chính của Nga là duy trì những quyền lợi của họ trước sự bành trướng của Nhật Bản tại Viễn Đông. Lớp Petropavlovsk được bắt đầu vào năm 1892 nối gót theo thiết kế của lớp Royal Sovereign của Anh; trong khi những chiếc sau đó thể hiện ảnh hưởng của Pháp trong thiết kế, như là lớp Borodino. Sự yếu kém trong công nghiệp đóng tàu của Nga khiến cho nhiều chiếc phải được chế tạo ở nước ngoài; chiếc tốt nhất Retvizan, được chế tạo phần lớn tại Mỹ. Chiến tranh Nga-Nhật năm 1904–1905 là một thảm họa thực sự cho Nga; trong số 15 chiếc tiền-dreadnought được hoàn tất kể từ Petropavlovsk, mười một chiếc đã bị đánh chìm hoặc chiếm giữ trong cuộc chiến. Một trong số đó, chiến hạm Potemkin nổi tiếng, đã làm binh biến và bị đánh chìm, nhưng sau đó được cho nổi trở lên và đưa vào hoạt động trở lại. Sau chiến tranh, Nga còn hoàn tất thêm được bốn chiếc tiền-dreadnought sau năm 1905.
Trong giai đoạn 1893-1904, Ý đặt lườn tám thiết giáp hạm; hai lớp cuối cùng trong số chúng nhanh đáng kể, cho dù lớp Regina Margherita được bảo vệ kém và lớp Regina Elena trang bị vũ khí nhẹ. Một cách nào đó, những chiếc này báo trước cho khái niệm tàu chiến-tuần dương. Đế quốc Áo-Hung cũng chứng kiến một sự phục hưng về hải quân trong những năm 1890, mặc dù trong số chín thiết giáp hạm tiền-dreadnought được đặt hàng, chỉ có ba chiếc lớp Habsburg ra đời trước khi bị Dreadnought biến thành lạc hậu.

### Hoa Kỳ và khu vực Thái Bình Dương

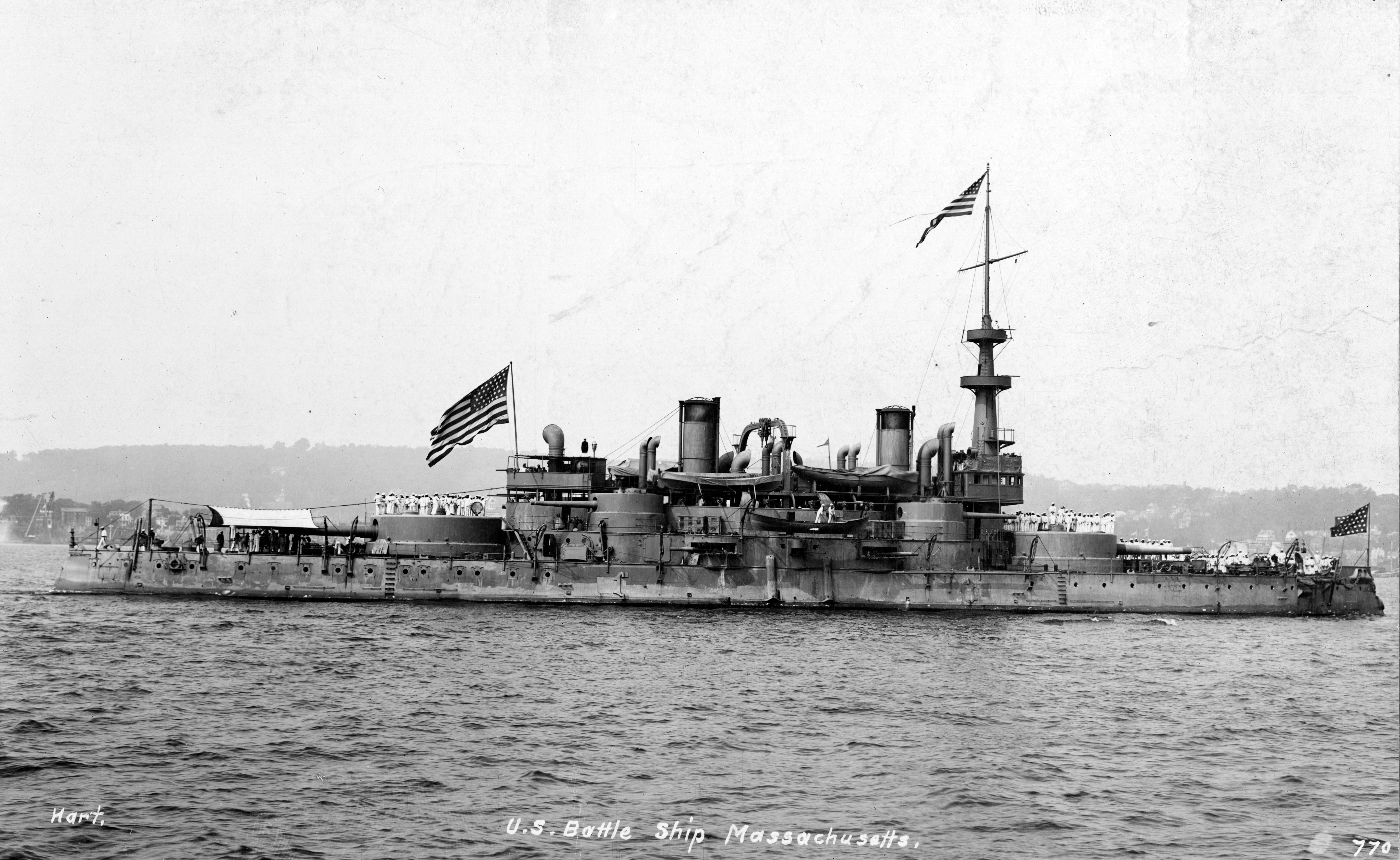
USS Massachusetts, một thiết giáp hạm tiền-dreadnought được hạ thủy vào năm 1893.

Hoa Kỳ bắt đầu đóng thiết giáp hạm đầu tiên của họ vào năm 1891. Những chiếc này về thực chất là những tàu phòng vệ duyên hải tầm ngắn tương tự như chiếcHood của Anh, ngoại trừ một dàn pháo trung gian gồm các khẩu pháo 203 mm (8 inch) mang tính sáng tạo. Hải quân Mỹ tiếp tục chế tạo những con tàu có tầm hoạt động tương đối ngắn và khả năng đi biển kém, cho đến khi lớp Virginia được đặt lườn vào năm 1901–1902. Dù sao, chính những tàu chiến đời đầu này đã đảm bảo ưu thế của hải quân của Mỹ chống lại hạm đội Tây Ban Nha cũ kỹ, vốn không có thiết giáp hạm, trong cuộc Chiến tranh Tây Ban Nha-Hoa Kỳ, nhất là trong trận Santiago de Cuba. Virginia cùng hai lớp tiền-dreadnought tiếp theo sau được hoàn tất sau khi Dreadnought được hạ thủy và sau khi công việc thiết kế được bắt đầu cho lớp dreadnought đầu tiên cho chính Hải quân Mỹ. Hạm đội Great White Hoa Kỳ bao gồm 16 thiết giáp hạm tiền-dreadnought đã đi vòng quanh thế giới từ ngày 16 tháng 12 năm 1907 đến ngày 22 tháng 2 năm 1909.

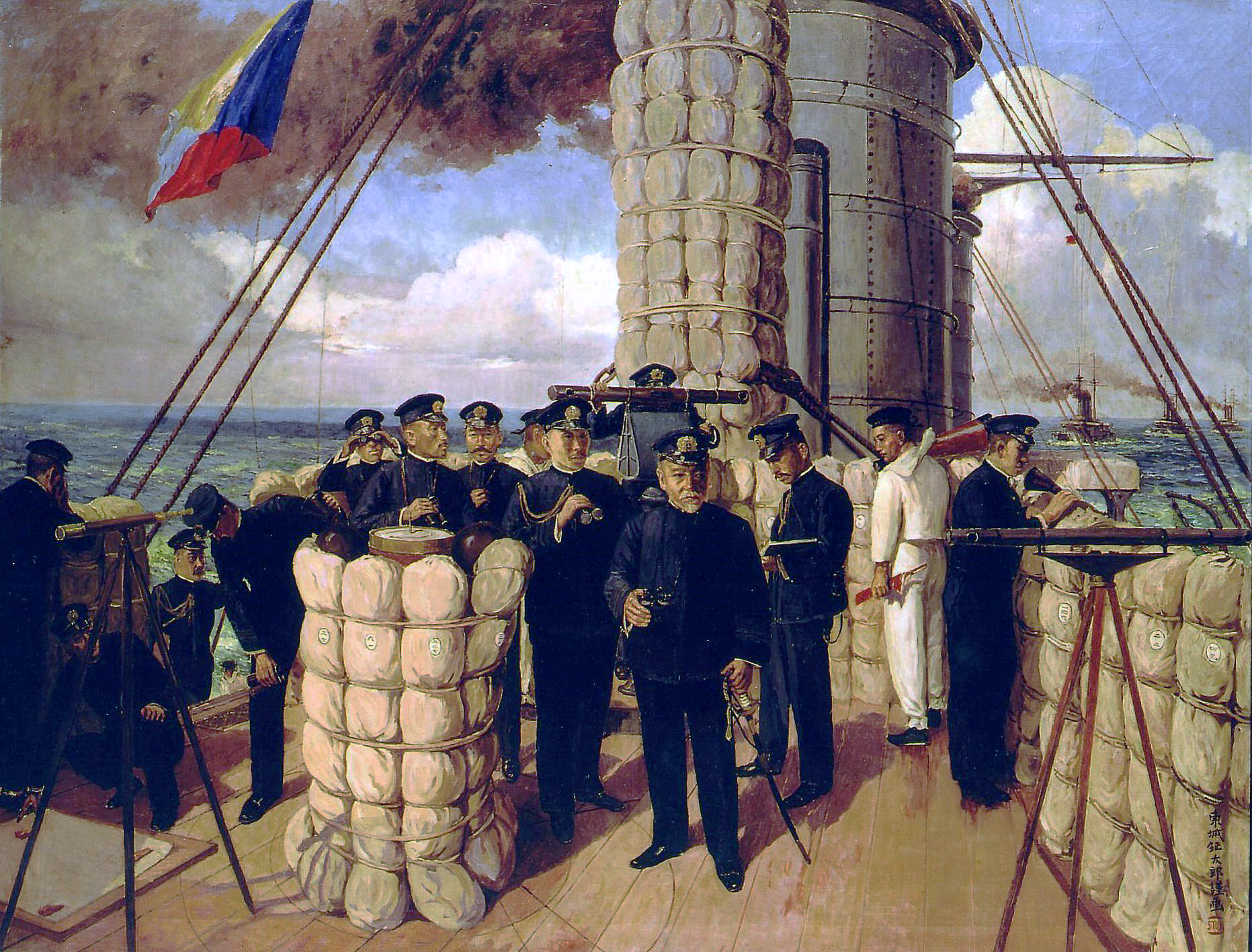
Đô đốc Tōgō Heihachirō trên cầu tàu thiết giáp hạm Mikasa ngay trước trận Tsushima.

Nhật Bản đã can dự trong cả hai cuộc hải chiến lớn trong thời đại tiền-dreadnought. Những chiếc tiền-dreadnought Nhật Bản đầu tiên, lớp Fuji, vẫn còn đang được chế tạo vào lúc nổ ra Chiến tranh Thanh-Nhật năm 1894–1895, trong đó tàu tuần dương bọc thép và tàu tuần dương bảo vệ Nhật Bản đã đánh bại Hạm đội Bắc Dương Trung Quốc, chỉ bao gồm một hỗn hợp tàu chiến bọc sắt cũ và tàu tuần dương, trong trận sông Áp Lục. Sau chiến thắng này, và phải đối mặt với áp lực của Nga trong khu vực, người Nhật đặt hàng thêm bốn thiết giáp hạm tiền-dreadnought. Cùng với hai chiếc thuộc lớp Fuji, những tàu chiến này đã hình thành nên hạt nhân của hạm đội, mà sau này sẽ hai lần đối đầu với các hạm đội Nga có ưu thế hơn hẳn về số lượng trong Hải chiến Hoàng Hải và trận Tsushima. Sau khi chiếm được tám thiết giáp hạm Nga thuộc nhiều đời khác nhau, Nhật còn chế tạo thêm nhiều lớp tiền-dreadnought sau Chiến tranh Nga-Nhật.

## Sự lạc hậu

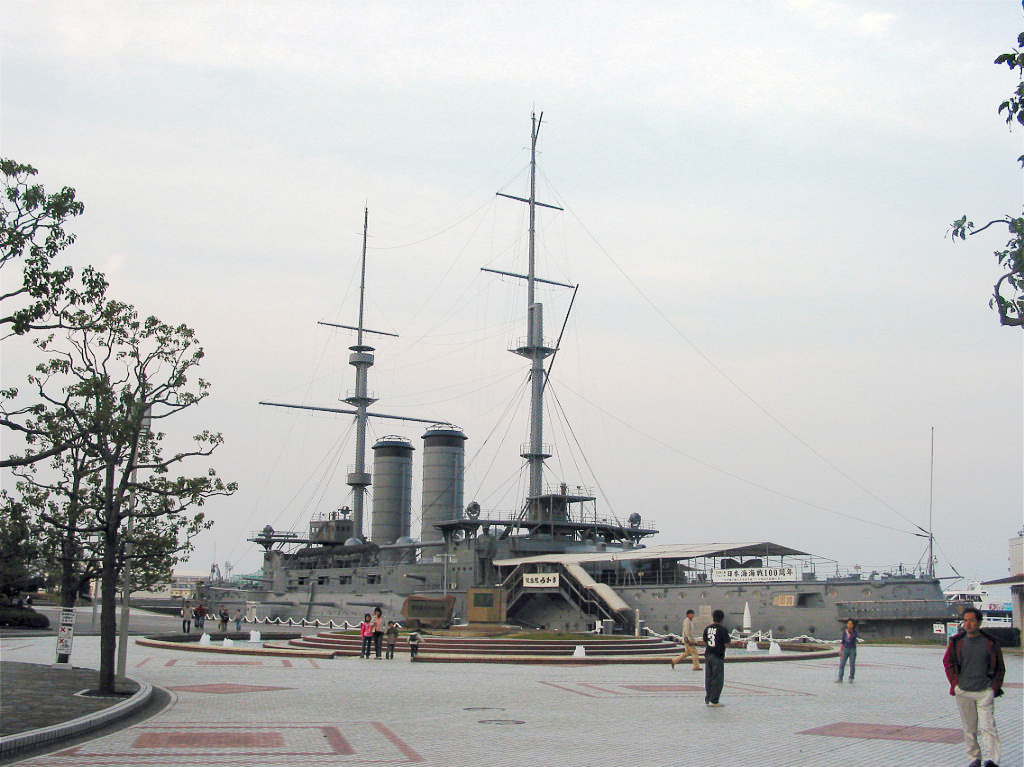
Mikasa là thiết giáp hạm tiền-dreadnought duy nhất còn lại vào ngày hôm nay.

Vào năm 1906, việc đưa vào hoạt động chiếc HMS Dreadnought đã dẫn đến mọi thiết giáp hạm hiện hữu đều trở thành lạc hậu. Bằng cách loại bỏ dàn pháo hạng hai, Dreadnought có thể mang mười khẩu pháo 305 mm (12 inch) thay vì bốn. Nó có thể bắn tám khẩu pháo hạng nặng qua mạn tàu so với bốn khẩu trên một chiếc tiền-dreadnought; và bắn bốn khẩu về phía trước so với hai. Sự dịch chuyển sang một thiết kế "toàn súng lớn" là một kết luận hợp lý của quá trình gia tăng khoảng cách đối đầu trong chiến đấu, và một dàn pháo hạng hai ngày càng mạnh hơn trên những chiếc tiền-dreadnought cuối cùng. Nhật Bản và Hoa Kỳ đã thiết kế những tàu chiến có sự bố trí pháo tương tự trước chiếc Dreadnought, nhưng đã không thể hoàn tất chúng trước con tàu Anh. Người ta cho rằng chỉ có những khẩu pháo lớn nhất mới có hiệu quả trong trận chiến, và bằng cách bố trí thêm nhiều pháo 305 mm (12 inch), Dreadnought hiệu quả gấp hai, ba lần trong chiến đấu so với thiết giáp hạm hiện hữu.
Hỏa lực của thế hệ tàu chiến mới không phải là ưu thế chủ yếu duy nhất. Dreadnought sử dụng động cơ turbine hơi nước làm lực đẩy, cung cấp một tốc độ tối đa lên đến 39 km/h (21 knot), so với tốc độ 33 km/h (18 knot) tiêu biểu của những thiết giáp hạm tiền-dreadnought. Khả năng vượt trội về pháo và sự cơ động so với đối thủ khiến cho thiết giáp hạm dreadnought hơn hẳn một cách quyết định so với các thiết kế trước đây.
Dù sao, thiết giáp hạm tiền-dreadnought vẫn tiếp tục hoạt động thường trực và tham gia nhiều trận chiến đáng kể cho dù đã lạc hậu. Thiết giáp hạm dreadnought và tàu chiến-tuần dương được tin là cần thiết cho những trận hải chiến quyết định mà mọi quốc gia vào lúc đó đều dự đoán, nên được hết sức giữ gìn khỏi các nguy cơ hư hại bởi mìn hay bởi các cuộc tấn công bằng tàu ngầm, và được giữ càng gần vùng biển nhà càng tốt. Sự lạc hậu và chấp nhận tiêu hao của những chiếc tiền-dreadnought khiến chúng có thể được bố trí trong những tình huống nguy hiểm và các khu vực chiến sự xa xôi.
Thiết giáp hạm tiền-dreadnought duy nhất còn lại được bảo tồn vào ngày hôm nay là soái hạm của Hạm đội Nhật Bản trong trận Tsushima, Mikasa, hiện đang ở tại Yokosuka, là một tàu bảo tàng kể từ năm 1925.

### Chiến tranh Thế giới thứ nhất

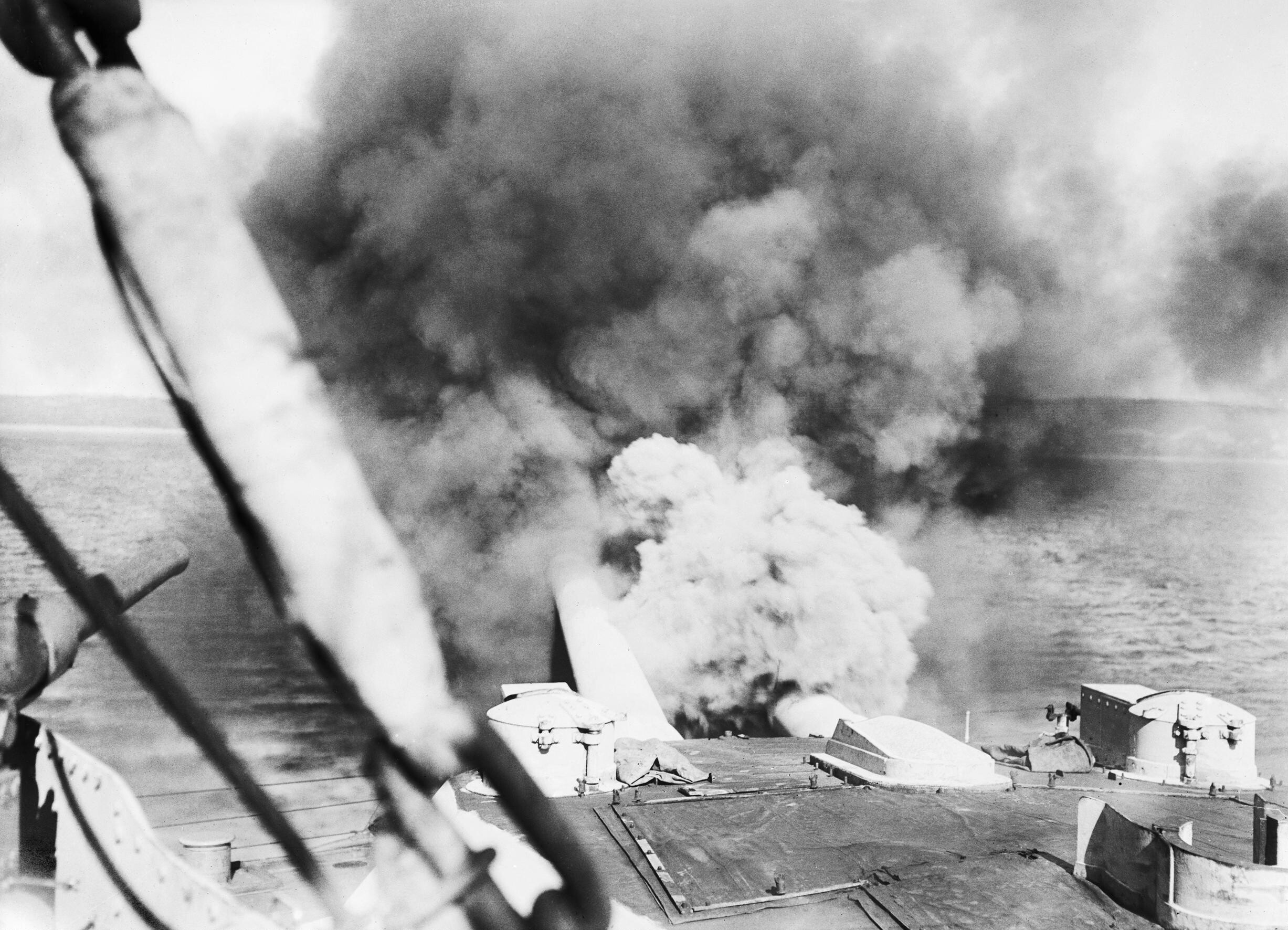
HMS Canopus đang nả pháo 305 mm (12 inch) xuống các khẩu đội bờ biển Thổ Nhĩ Kỳ năm 1915. Ảnh được chụp bởi Ernest Brooks.

Trong Chiến tranh Thế giới thứ nhất, một số lượng lớn những chiếc tiền-dreadnought vẫn còn đang phục vụ. Sự tiến bộ về động cơ và vũ khí khiến cho chúng không thể ngang bằng ngay cả với một tàu tuần dương bọc thép hiện đại, và hoàn toàn bị áp đảo bởi thiết giáp hạm hay tàu chiến-tuần dương thế hệ dreadnought. Dù sao, những chiếc tiền-dreadnought vẫn đóng một vai trò lớn trong cuộc chiến này.
Điều này được thể hiện trước tiên trong những trận đánh lẻ tẻ giữa hải quân Anh và Đức tại vùng biển Nam Mỹ vào cuối mùa Thu năm 1914. Khi hai tàu tuần dương Đức đe dọa các tàu bè Anh, Bộ Hải quân Anh cho rằng không thể dành ra bất kỳ tàu chiến-tuần dương nào từ hạm đội chính gửi đến bên kia Trái Đất mà đối phó với chúng. Thay vào đó, họ gửi một chiếc tiền-dreadnought lỗi thời của năm 1896 HMS Canopus. Được dự tính để tăng cường cho các tàu tuần dương Anh trong khu vực, trong thực tế tốc độ chậm làm cho nó bị tụt lại phía sau trong trận Coronel thảm hại. Canopus chuộc lại khuyết điểm của mình trong trận chiến quần đảo Falkland, nhưng chỉ sau khi tự mắc cạn để hoạt động như một tàu phòng thủ hải cảng. Nó khai hỏa từ một tầm rất xa 12,3 km (13.500 yard) nhắm vào tàu tuần dương Đức SMS Gneisenau, quả đạn pháo duy nhất bắn trúng đích lại là một quả đạn pháo mã tử dùng trong huấn luyện còn sót lại từ đêm trước, đã trúng vào một trong các ống khói của Gneisenau. Ngần ấy cũng đủ để răn đe Gneisenau về mối nguy cơ bị hư hại bởi một hải đội Anh vẫn còn chạy bằng than. Trận chiến sau đó được quyết định bởi hai tàu chiến-tuần dương thuộc lớp Invincible được gửi đến sau thất bại của trận Coronel. Đây có lẽ là hoạt động chống lại tàu chiến đối phương có ý nghĩa duy nhất được thể hiện bởi một thiết giáp hạm tiền-dreadnought Anh Quốc.
Tại Biển Đen, năm thiết giáp hạm tiền-dreadnought Nga tham gia một hoạt động ngắn đối đầu với tàu chiến-tuần dương Thổ Nhĩ Kỳ Yavuz trong trận mũi Sarych vào tháng 11 năm 1914.
Nguyên tắc những chiếc tiền-dreadnought đáng bỏ đi có thể sử dụng ở nơi không thể liều lĩnh bố trí tàu chiến hiện đại được Anh, Pháp và Đức áp dụng cho những chiến trường phụ. Hải quân Đức thường xuyên sử dụng những chiếc tiền-dreadnought của họ trong các chiến dịch tại Baltic. Tuy nhiên, số lượng thiết giáp hạm tiền-dreadnought lớn nhất là khi tham gia Gallipoli. Mười hai chiếc tiền-dreadnought Anh và Pháp đã tạo nên phần lớn của lực lượng mưu toan vượt qua eo biển Dardanelles vào tháng 3 năm 1915. Vai trò của những chiếc tiền-dreadnought là hỗ trợ cho chiếc dreadnought mới nguyên Queen Elizabeth đối đầu với sự phòng thủ trên bờ của Thổ Nhĩ Kỳ. Ba chiếc pre-dreadnought bị đánh chìm bởi mìn và nhiều chiếc khác hư hại đáng kể. Tuy nhiên, không phải do những tổn thất đối với thiết giáp hạm tiền-dreadnought khiến cho chiến dịch này bị hủy bỏ: hai chiếc tàu chiến-tuần dương cũng bị hư hại; và vì Queen Elizabeth không thể liều lĩnh trước các bãi mìn, trong khi những chiếc tiền-dreadnought không có khả năng đối đầu với tàu chiến-tuần dương Thổ Nhĩ Kỳ ẩn náu phía bên kia eo biển khiến cho chiến dịch này thất bại. Những chiếc tiền-dreadnought cũng được sử dụng hỗ trợ cho việc đổ bộ lên Gallipoli, nơi có thêm ba chiếc bị mất: Goliath, Triumph và Majestic.

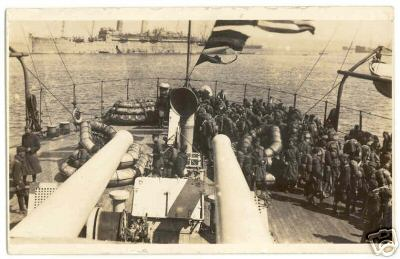
Bưu ảnh của chiếc USS Connecticut (BB-18), được sử dụng để chuyên chở binh lính hồi hương vào năm 1919.

Một hải đội thiết giáp hạm tiền-dreadnought Đức đã hiện diện trong trận Jutland năm 1916; thủy thủ Đức gọi chúng là những "con tàu năm phút", là thời gian mà chúng hy vọng có thể tồn tại trong một trận đánh lên đến mức cao điểm. Mặc dù có những hạn chế, hải đội tiền-dreadnought đã đóng một vai trò hữu ích. Khi Hạm đội Đức thoát ra khỏi trận đánh, những chiếc tiền-dreadnought đã tự nguyện mạo hiểm đối đầu với hạm đội chiến trận Anh khi trời sụp tối. Dù sao, chỉ có một chiếc trong số chúng bị mất: SMS Pommern bị đánh chìm trong một trận đánh đêm lộn xộn khi các hạm đội chiến trận của hai phía rút lui.
Sau thỏa thuận ngừng bắn vào tháng 11 năm 1918, Hải quân Hoa Kỳ cải biến 15 thiết giáp hạm cũ, tám tàu tuần dương bọc thép và hai tàu tuần dương bảo vệ lớn để hoạt động tạm thời như những tàu vận chuyển. Mỗi chiếc đã thực hiện từ một đến sáu chuyến đi khứ hồi vượt Đại Tây Dương, giúp hồi hương tổng cộng hơn 145.000 hành khách.

### Chiến tranh Thế giới thứ hai
Sau Chiến tranh Thế giới thứ nhất, đa số thiết giáp hạm, bất kể dreadnought hay tiền-dreadnought, đều bị giải giáp theo những điều khoản của Hiệp ước Hải quân Washington năm 1922. Hầu hết chúng đều bị bán để tháo dỡ thành sắt vụn; số khác bị đánh chìm như một mục tiêu thực hành tác xạ hay được chuyển sang vai trò huấn luyện và tiếp liệu. Một chiếc duy nhất, Mikasa, có được một miễn trừ đặc biệt trong Hiệp ước Hải quân Washington, được giữ lại như một bảo tàng và một tàu lưu niệm.

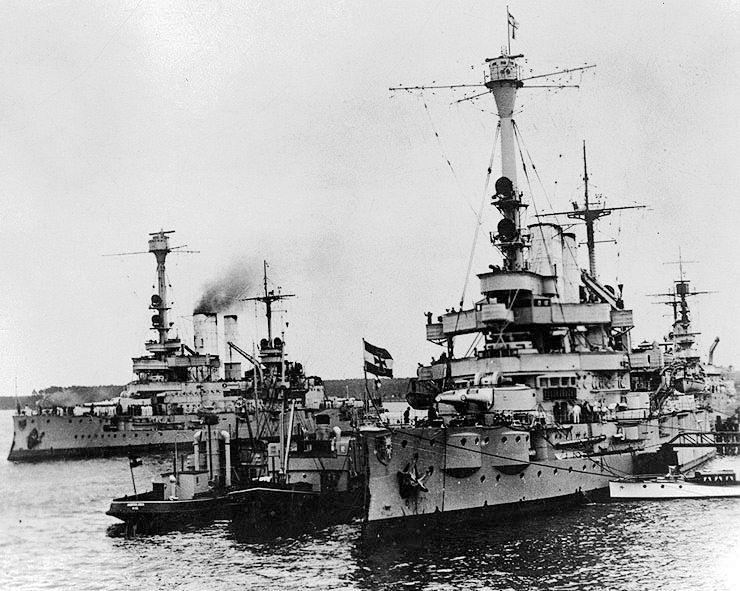
Các thiết giáp hạm tiền-dreadnought Schlesien và Schleswig-Holstein trong cảng vào khoảng năm 1930. Cả hai đã tham gia hoạt động trong Chiến tranh Thế giới thứ hai.

Bị mất hầu hết hạm đội của họ theo những điều khoản của Hiệp ước Versailles, Đức được phép giữ lại tám chiếc tiền-dreadnought (trong đó chỉ được phép có tối đa sáu chiếc hoạt động thường trực vào mọi lúc) được xem như những tàu bọc thép phòng vệ duyên hải; và hai trong số đó đã kéo dài phục vụ cho đến khi Chiến tranh Thế giới thứ hai nổ ra. Một trong số đó, Schleswig-Holstein, đã nã pháo xuống bán đảo Westerplatte của Ba Lan vào lúc mở màn của cuộc xâm chiếm Ba Lan. Schleswig-Holstein phục vụ hầu hết thời gian của cuộc chiến tranh như một tàu huấn luyện; nó bị đánh chìm trong khi được tái trang bị vào tháng 12 năm 1944, và bị tháo dỡ tại chỗ vào tháng 1 năm 1945. Chiếc kia, Schlesien, bị trúng mìn và bị đánh chìm vào tháng 3 năm 1945.
Một số chiếc tiền-dreadnought không hoạt động hoặc đã giải giáp vẫn bị đánh chìm trong các hoạt động của Thế Chiến II, như trường hợp của những chiếc tiền-dreadnought Hy Lạp Kilkis và Limnos, được mua lại từ Hải quân Mỹ vào năm 1914. Cho dù cả hai không ở trong lực lượng chiến đấu thường trực, chúng đều bị máy bay ném bom bổ nhào Đức đánh chìm sau khi Đức chiếm đóng Hy Lạp năm 1941. Tại Thái Bình Dương, tàu ngầm Hải quân Mỹ USS Salmon đã đánh chìm chiếc tiền-dreadnought Nhật Bản không vũ trang Asahi vào tháng 5 năm 1942. Nguyên là một cựu binh của trận Tsushima, nó đang hoạt động như một tàu sửa chữa vào lúc bị đánh chìm.